# Brittany Ferries
Brittany Ferries (englisch für „Bretagne-Fähren“) ist eine französische Reederei, die mit ihren Fähren Häfen in Frankreich, England, Irland und Spanien verbindet. Der Sitz des Unternehmens ist in Roscoff (Département Finistère). Seit 2024 besitzt Brittany Ferries auch die Mehrheit an Condor Ferries.

## Flotte und Routen

### Aktuelle Flotte

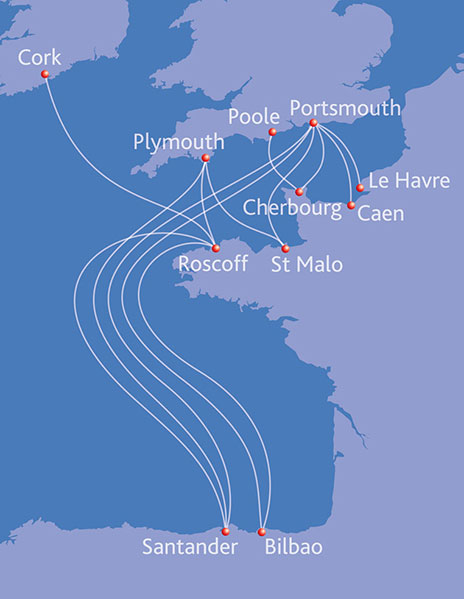
Brittany-Ferries-Routen

| Schiffsname            | IMO-Nr. | Baujahr | Vermessung | Passagiere (Kabinen) | PKW | Routen                                                            | Bild |
| ---------------------- | ------- | ------- | ---------- | -------------------- | --- | ----------------------------------------------------------------- | ---- |
| Armorique              | 9364980 | 2009    | 29.468 BRZ | 1.500 (250)          | 470 | Roscoff ↔ Plymouth                                                |      |
| Barfleur               | 9007130 | 1992    | 20.133 BRZ | 1.212 (72)           | 590 | Cherbourg ↔ Poole                                                 |      |
| Cotentin               | 9364978 | 2007    | 22.308 BRZ | 210 (120)            |     |                                                                   |      |
| Galicia                | 9856189 | 2020    | 41.671 BRZ | 927 (175)            |     | Cherbourg ↔ Santander                                             |      |
| Guillaume de Normandie | 9946324 | 2024    | 36.965 BRZ |                      |     | Caen ↔ Portsmouth                                                 |      |
| MN Pelican             | 9170999 | 1999    | 12.050 BRZ | 12 (12)              |     | Bilbao ↔ Poole                                                    |      |
| Mont St Michel         | 9238337 | 2002    | 35.586 BRZ | 2.170 (224)          | 830 | Caen ↔ Portsmouth                                                 |      |
| Pont-Aven              | 9268708 | 2004    | 40.859 BRZ | 2.400 (652)          | 650 | Roscoff ↔ Cork Santander ↔ Plymouth/Portsmouth Roscoff ↔ Plymouth |      |
| Salamanca              | 9867592 | 2021    | 41.716 BRZ | 1.015 (341)          |     | Portsmouth ↔ Santander/Bilbao                                     |      |
| Santoña                | 9886847 | 2022    | 41.716 BRZ |                      |     | Portsmouth ↔ Santander/Bilbao                                     |      |
| Saint-Malo             | 9946336 | 2024    | 36.965 BRZ |                      |     |                                                                   |      |

### Ehemalige Projekte
Anfang 2014 wurde bei STX France eine umweltfreundliche LNG-Fähre des „Projects Pegasis“ für 270 Mio. Euro unter Vorbehalt in Auftrag gegeben, der Vorvertrag wurde jedoch nicht wahrgenommen. Stattdessen erhielt im Dezember 2016 die Flensburger Schiffbau-Gesellschaft den Auftrag zum Bau des Fährschiffes Honfleur. Es sollte ursprünglich im Juni 2019 abgeliefert werden, später wurde die Ablieferung auf 2021 verschoben. Im Juni 2020 kündigte der Auftraggeber den Vertrag.